# بنکیو
بنکیو (به انگلیسی: BenQ) نام شرکت چندملیتی در تایوان است که لوازم الکترونیکی مصرفی و دستگاه‌های ارتباطاتی، محصولات تکنولوژی، از جمله لوازم الکترونیکی مانند مانیتورهای ال‌سی‌دی، پروژکتورهای دیجیتالی، دوربین‌های دیجیتال، دستگاه‌ها و تلفن همراه را با نام تجاری "BenQ"تولید می‌کند.
دفتر مرکزی بنکیو است در تایپه واقع شده و این شرکت پنج شعبه در قاره‌های آسیا و اقیانوس آرام، اروپا، چین، آمریکا لاتین و شمال آمریکا دارا می‌باشد. این شرکت دارای پنج شعبه در آسیا-اقیانوسیه، اروپا، چین، آمریکای لاتین و آمریکای شمالی است و در حال حاضر در بیش از ۱۰۰ کشور در سراسر جهان نمایندگی فعال دارا می‌باشد؛ و بیش از ۱۳۰۰ کارمند در این شرکت مشغول کار می‌باشند. محصولات اصلی آن شامل تلویزیون، نمایشگرهای LCD، پروژکتورها، نمایشگرهای تعاملی، بلندگوها، نورپردازی، لوازم جانبی و دستگاه‌های محاسباتی همراه است.

## تاریخچه

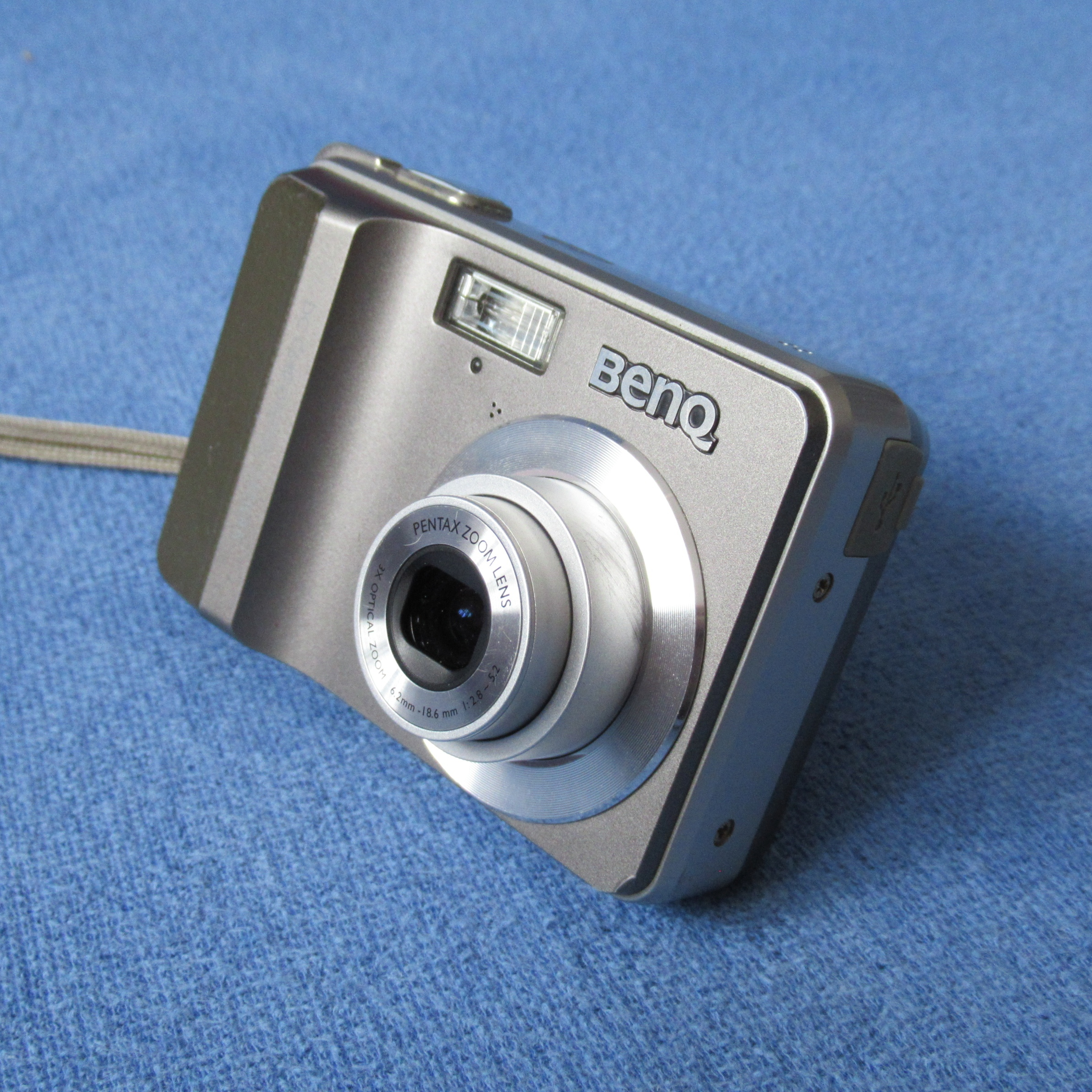
دوربین بنکیو

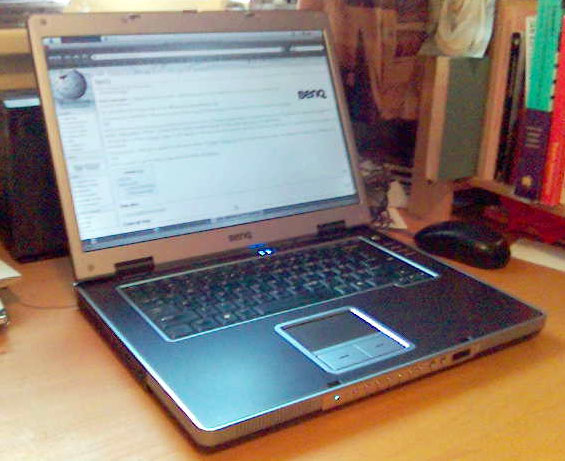
لپ تاپ بنکیو

بنکیو در ابتدا در سال ۱۹۸۴ تأسیس شد، سپس در سال ۲۰۰۱ از ایسر، شرکت الکترونیکی و سازنده لپتاپ در تایوان جدا شد تا یک بازار جداگانه ارائه دهد. در سال ۲۰۰۶ ایسر باقی مانده سهام خود را در بنکیو واگذار کرد.
اولین تلفن همراه بنکیو مدل M775C بود که در سال ۲۰۰۳ عرضه شد. در سه‌ماهه اول سال ۲۰۰۴، هشت گوشی جدید توسط این شرکت معرفی شد که از تلفن‌های تاشو گرفته تا گوشی‌های هوشمند با ویندوز موبایل را شامل می‌شد. هفت گوشی دیگر، عمدتاً گوشی‌های تاشو، مانند بنکیو اس ۵۰۰، در سال ۲۰۰۵ عرضه شد.

### بنکیو زیمنس
در ۱ اکتبر ۲۰۰۵، این شرکت بخش دستگاه‌های تلفن همراه زیمنس آلمان را خریداری کرد و به ششمین شرکت بزرگ در صنعت تلفن همراه با انباشت سهم بازار تبدیل شد. این خرید منجر به ایجاد یک گروه تجاری جدید به نام بنکیو موبایل از شرکت بنکیو شد که به‌طور کامل به ارتباطات بی‌سیم اختصاص یافت. تلفن‌های همراه این گروه جدید با برند جدید بنکیو زیمنس به بازار عرضه شدند.
پس از زیمنس به تولید تلفن‌هایی ادامه داد که عمدتاً بازار آسیا را هدف قرار می‌داد.
در اواخر سپتامبر ۲۰۰۶، بخش دستگاه‌های تلفن همراه بنکیو، بنکیو موبایل (آلمان)، زمانی که شرکت بنکیو کمک مالی خود را متوقف کرد، اعلام ورشکستگی کرد. در نتیجه، بنکیو موبایل تحت نظارت یک مدیر ورشکستگی منصوب شده توسط دولت قرار گرفت. در فوریه ۲۰۰۷، چون خریدار مناسبی پیدا نشد، بنکیو موبایل سرانجام منحل شد. حدود ۲۰۰۰ کارمند بنکیو موبایل شغل خود را از دست دادند.
لیست گوشی‌های بنکیو در دوره برندهای پس از بنکیو موبایل بین سال‌های ۲۰۰۹ و ۲۰۱۲:
- بنکیو T33
- بنکیو T51
- بنکیو C30
- بنکیو E72 (گوشی هوشمند با ویندوز موبایل که همچنین در اروپا منتشر شد)
- بنکیو M7
- بنکیو T60
- بنکیو E53
- بنکیو C36
- بنکیو E55

پس از یک وقفه، بنکیو در سال ۲۰۱۳ تولید گوشی‌های هوشمند تحت برند خود را از سر گرفت

## گوشی‌های هوشمند
ونیو پرو

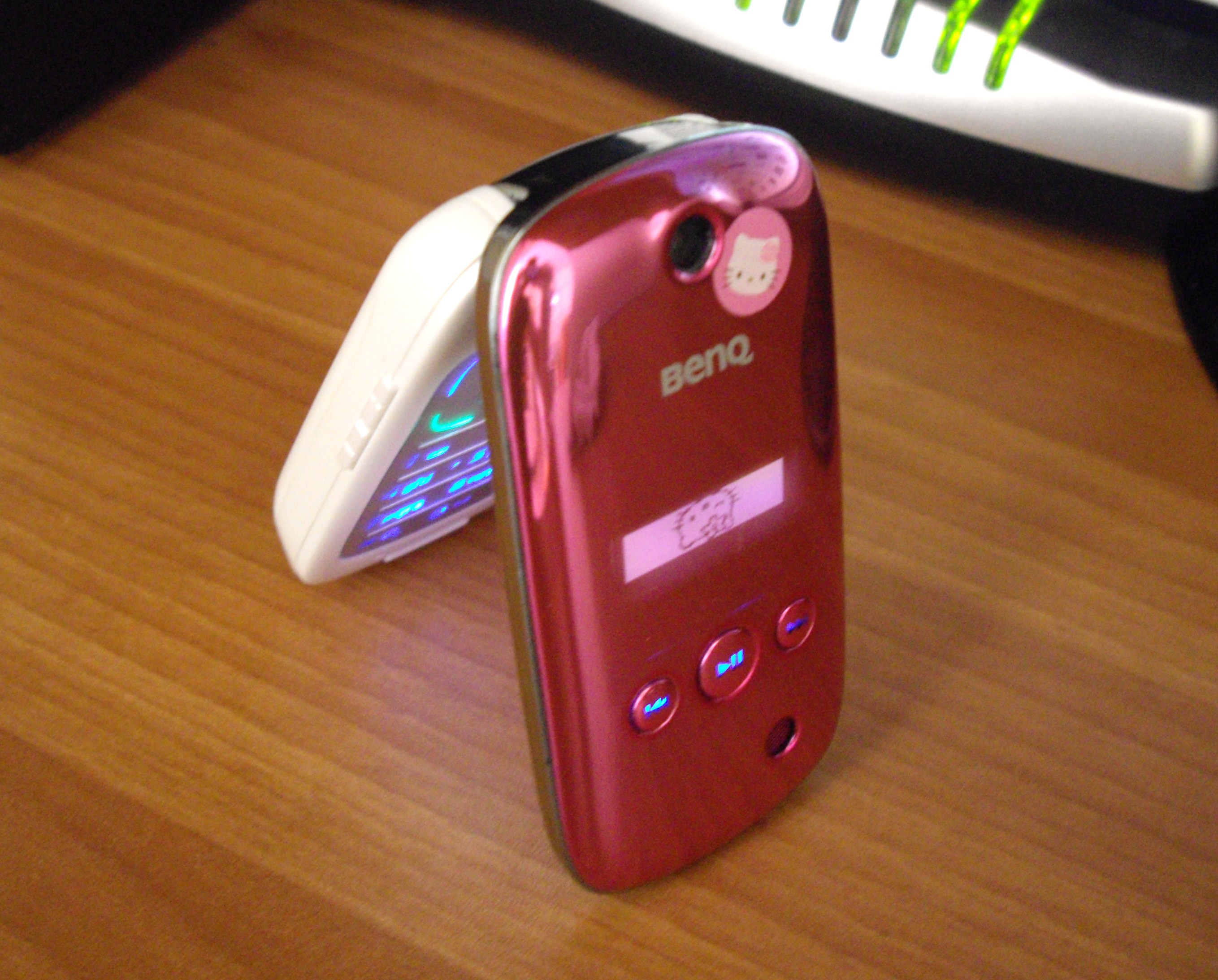
گوشی بنیکو

شرکت کیزدا، شرکت مادر بنکیو، گوشی‌های هوشمندی را برای دل تولید کرد که با نام ونیو پرو (Venue Pro) به بازار عرضه شدند و دارای سیستم عامل ویندوز فون ۷ بودند. این تلفن در ۸ نوامبر ۲۰۱۰ با عرضه ویندوز فون به تعداد محدود در دسترس قرار گرفت. تحویل تلفن با مشکلات سختی روبرو شد و مشکلات سخت‌افزاری فراوانی داشت. تولید این دستگاه از ۸ مارس ۲۰۱۲ متوقف شد
اندروید
فهرست تلفن‌های همراه هوشمند اندویدی بنیکو:
- بنیکو A3 — ساخته شده برای بازار آسیا، با اندروید آبنبات ژله‌ای.
- بنیکو T3
- بنیکو F5 با اندروید کیت کت

بریتانیا
از سال ۲۰۱۵، بنکیو گوشی‌های هوشمند اندرویدی هریر Harrier و هریر مینی را برای ارائه‌دهنده ارتباطات تلفن همراه بریتانیا EE تولید کرد.

موبایل بنکیو
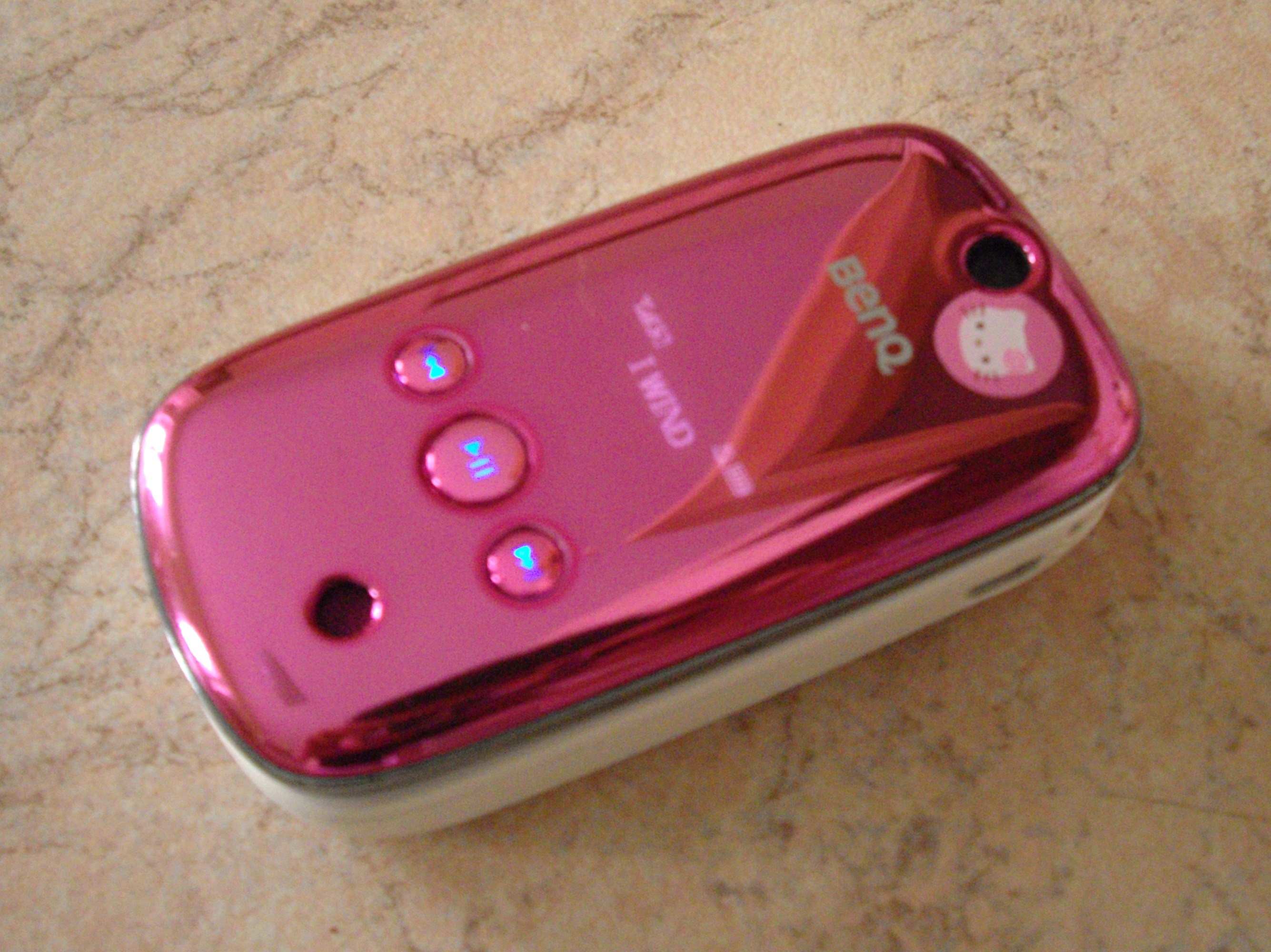
بنیکو T51

## دیگر برندها

### تجهیزات ورزشی
برند زو وی (ZOWIE) در پایان سال ۲۰۰۸ تأسیس شد. این نام تجاری است که به توسعه تجهیزات حرفه ای ورزش‌های الکترونیکی اختصاص دارد. این شرکت در زمان تأسیس، تنها سه کارمند و یک محصول وجود داشت.
در ۱۰ دسامبر ۲۰۱۵، بنکیو اعلام کرد که ZOWIE GEAR به بخش جدید ورزش‌های الکترونیک تبدیل خواهد شد. محصولات جدیدتر آنها شامل موس، پد ماوس، مانیتور و سایر لوازم جانبی بازی است. حدود ۶۳ درصد از گیمرهای حرفه ای از مانیتورهای BenQ ZOWIE Esports استفاده می‌کنند. در سپتامبر ۲۰۲۲، بنیکو از عرضه مانیتور XL2566K با ۳۶۰ هرتز خود خبر داد.
در ۱۰ ژوئن ۲۰۲۲، زو وی اعلام کرد که به لیگ حرفه ای ورزش‌های الکترونیکی - تور قهرمانان شجاع (VCT) EMEA به عنوان شریک نمایش رسمی برای فصل ۲۰۲۲ می‌پیوندد. در ژانویه ۲۰۲۳، بنکیو از راه اندازی سری موش واره‌های بی‌سیم ZOWIE EC-CW خبر داد.

### مانیتورهای بازی

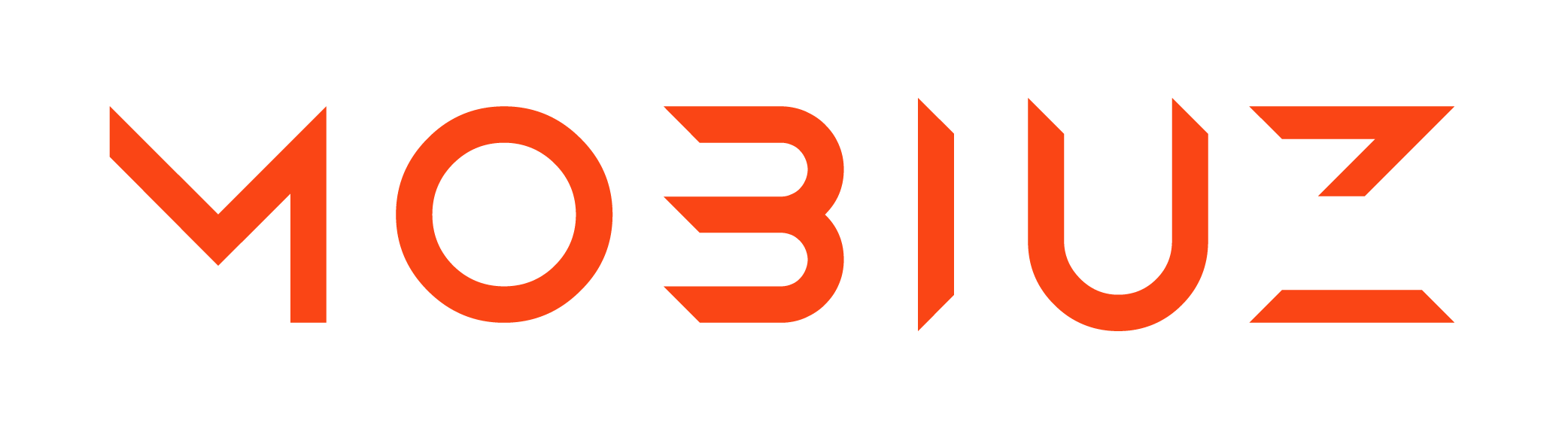
لوگوی بازی MOBIUZ

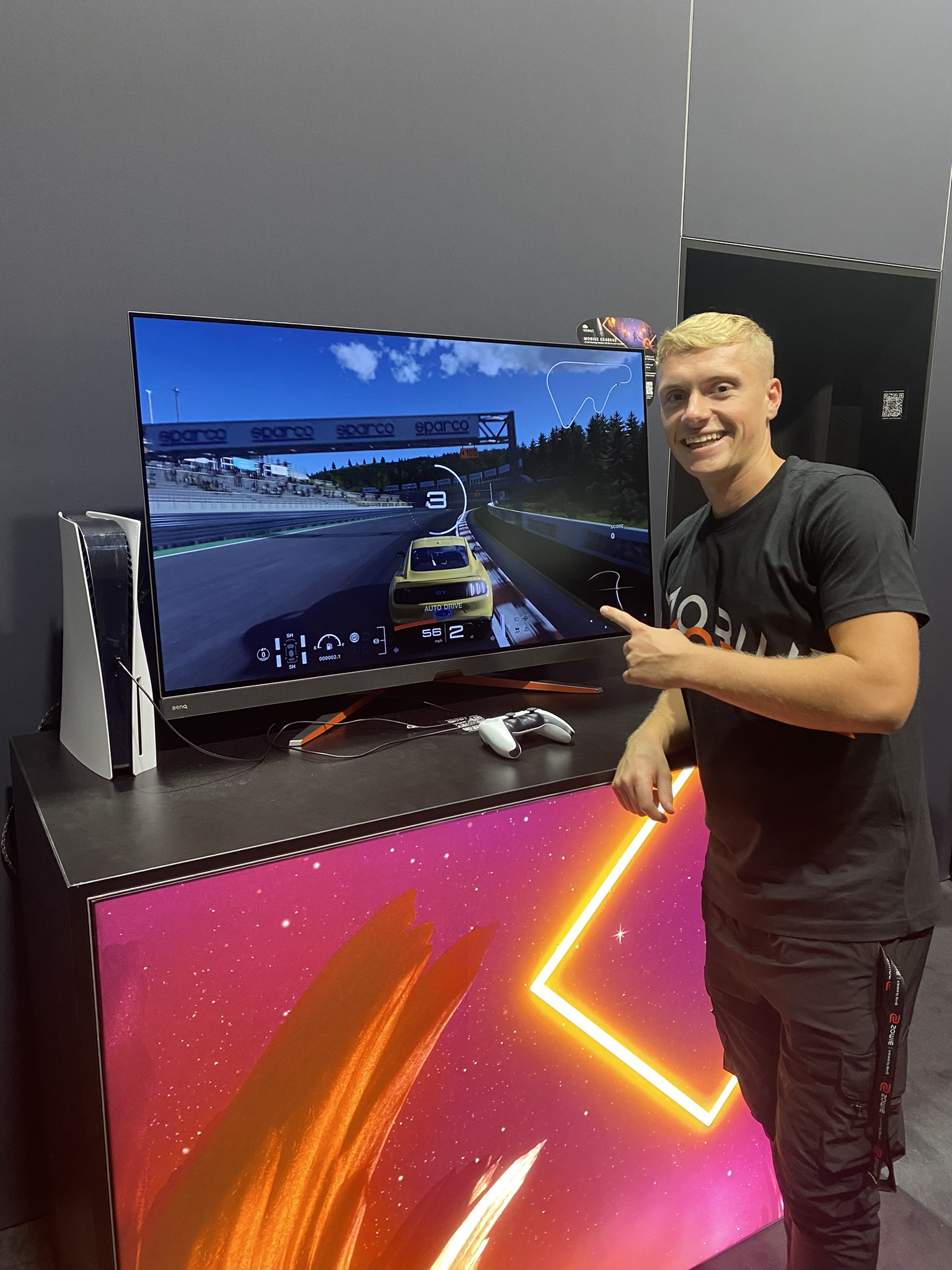
MOBIUZ EX480UZ در گیمزکام و براندون اسمیت، بازیکن فوتبال آمریکایی

در جولای ۲۰۲۰، بنکیو از عرضه سری جدید مانیتورهای بازی MOBIUZ خود خبر داد. مانیتورهای MOBIUZ یک فناوری تطبیقی جدید HDRi را معرفی می‌کنند که اثر HDR را بر اساس شرایط نور و بلندگوهای داخلی treVolo و فناوری اختصاصی Eye-Care بهینه می‌کند.
در فوریه ۲۰۲۳، بنکیو اولین نمایشگر OLED خود را با نام MOBIUZ EX480UZ معرفی کرد.
برخی از مدل‌ها:
- EX2510S
- EX2710S
- EX2710R
- EX2710Q
- EX270M
- EX270QM
- EX2710U
- EX3210R
- EX3210U
- EX3410R
- EX3415R
- EX480UZ
- EX321UX

در ژوئن ۲۰۲۴، بنکیو اولین مانیتور Mini LED IPS خود را با نام MOBIUZ EX31UX معرفی کرد. در سپتامبر ۲۰۲۴، از مانیتور گیمینگ ۳۸ اینچی EX381U MOBIUZ با کیفیت 4K، نرخ تجدید ۱۴۴ هرتز و ویژگی‌های پیشرفته رونمایی کرد.

## محصولات

### مانیتورها
علاوه بر مانیتورهای بازی و esports، بنکیو تحت نام تجاری BenQ برای طیف وسیعی از بازارهای هدف دیگر از جمله عکاسی، فیلمبرداری، مشاغل کوچک تا متوسط، مشاغل شرکتی بزرگ، خانه یا تحصیل مانیتور تولید می‌کند.

مانیتورهای بنکیو
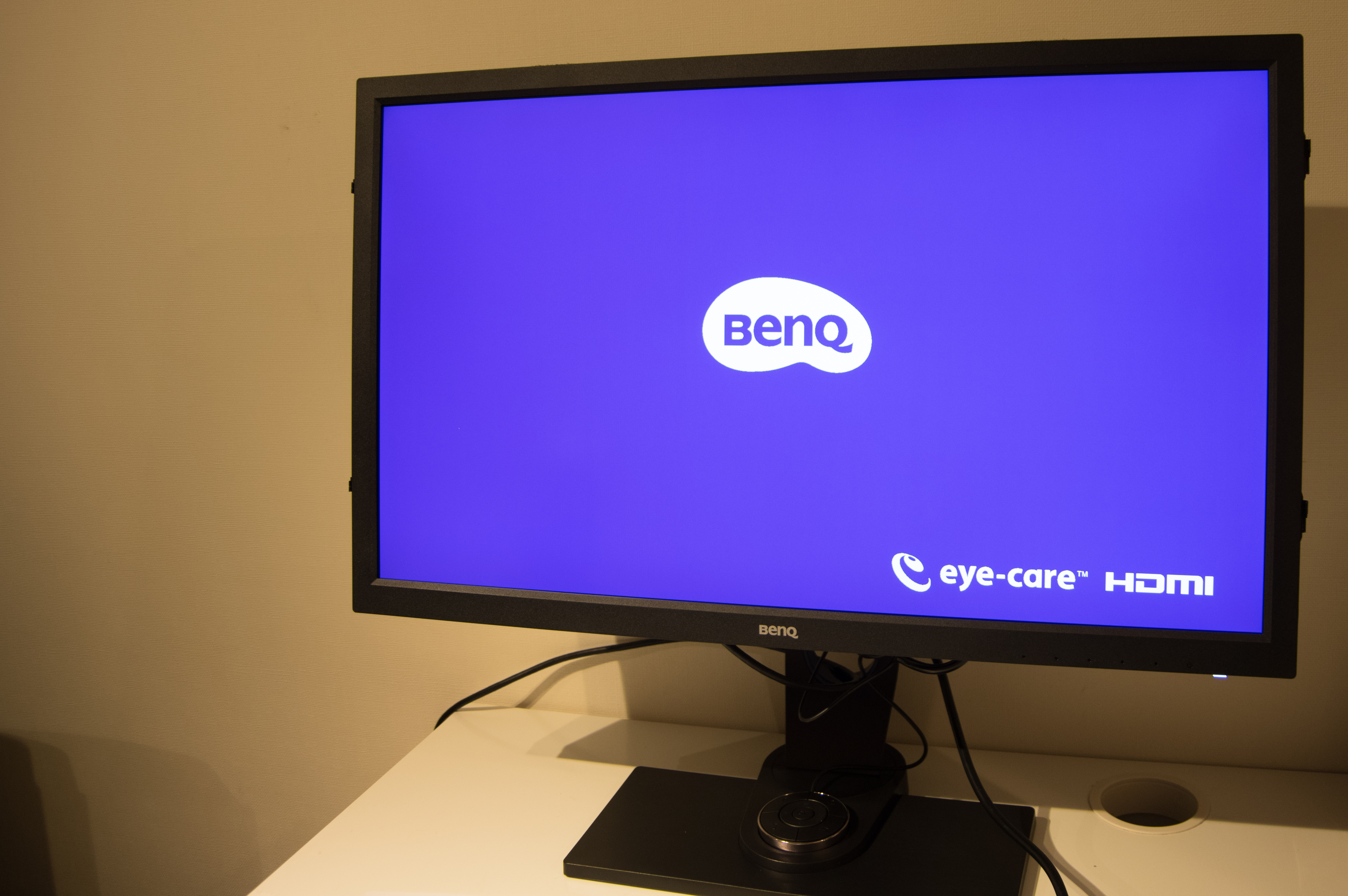
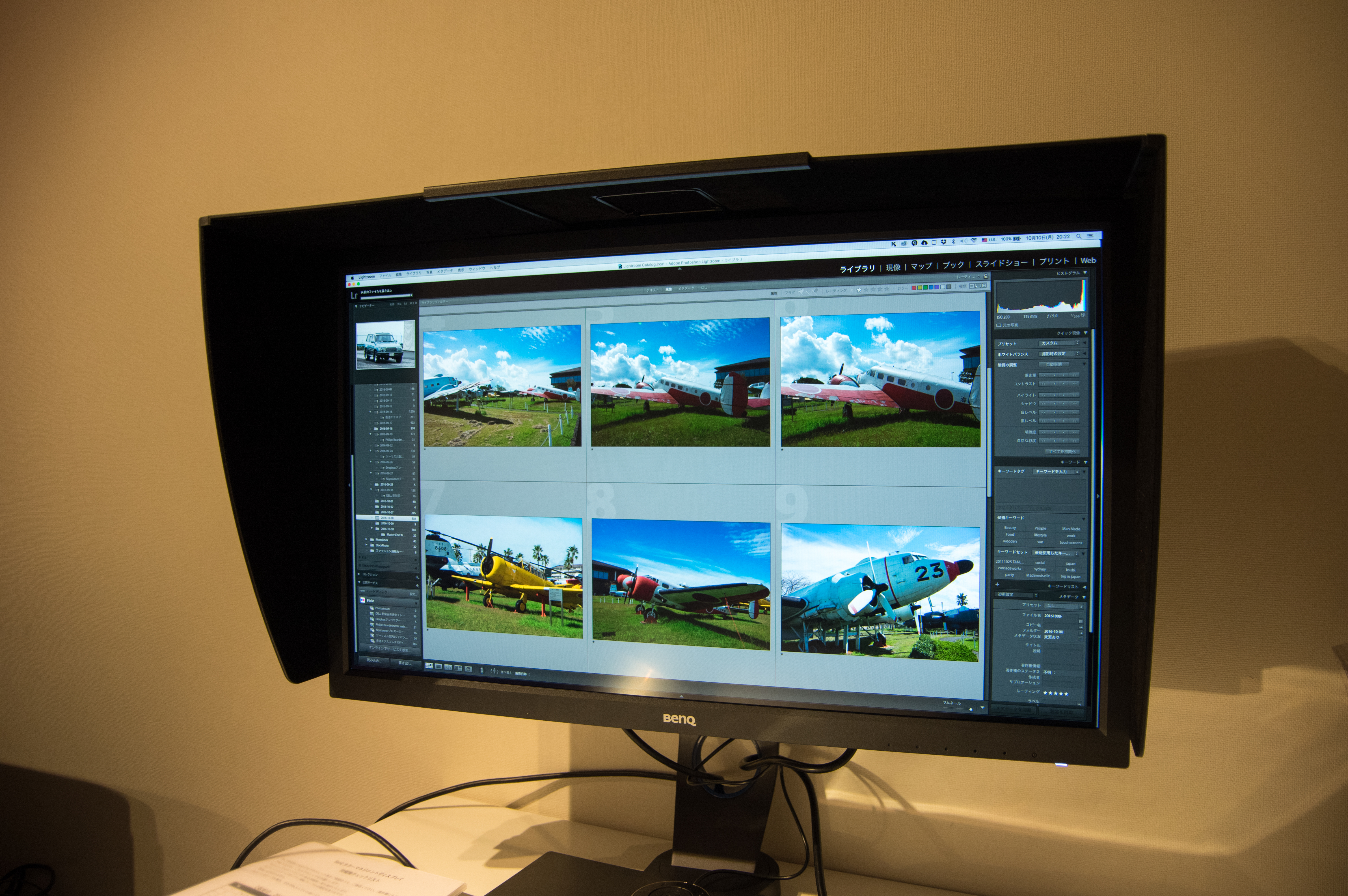
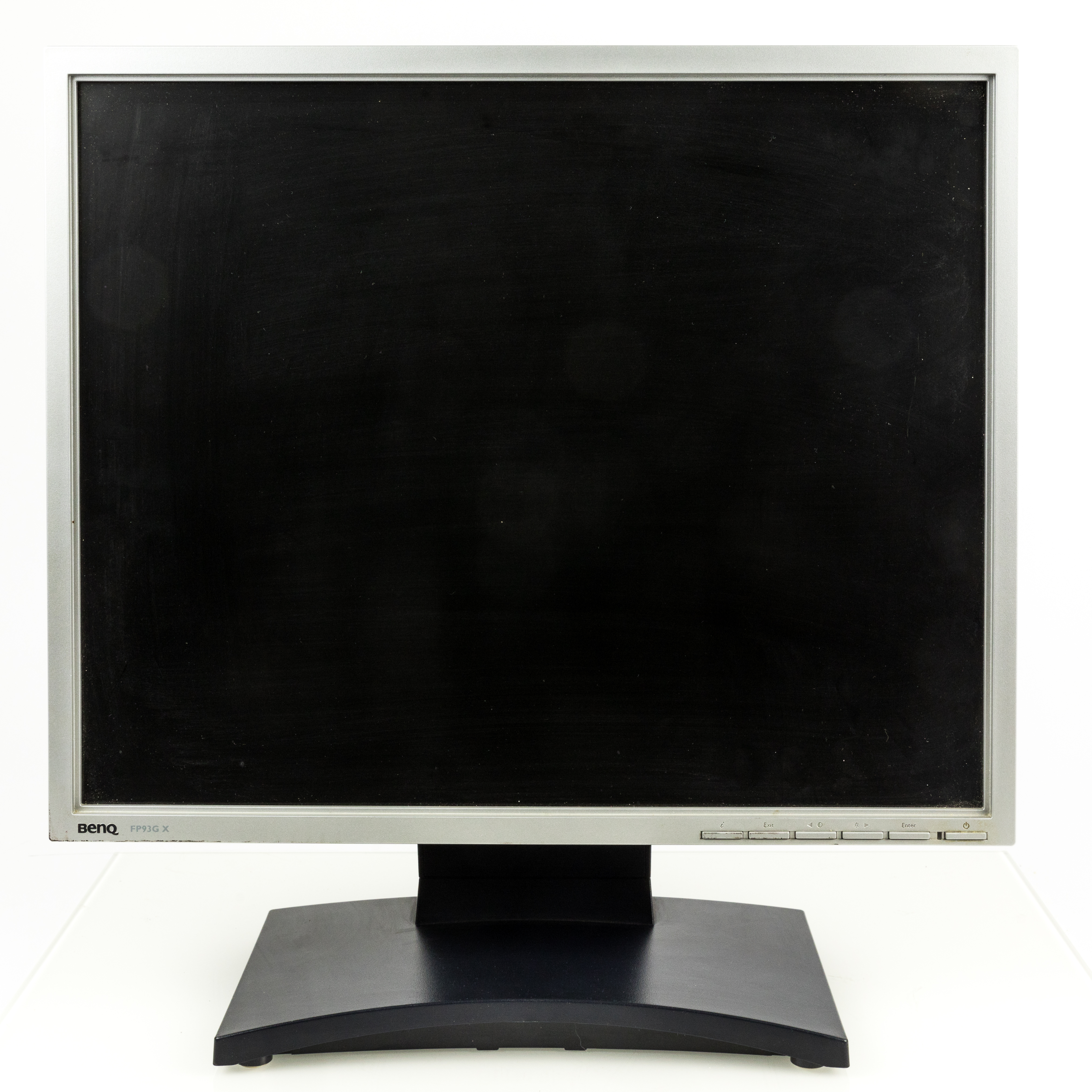
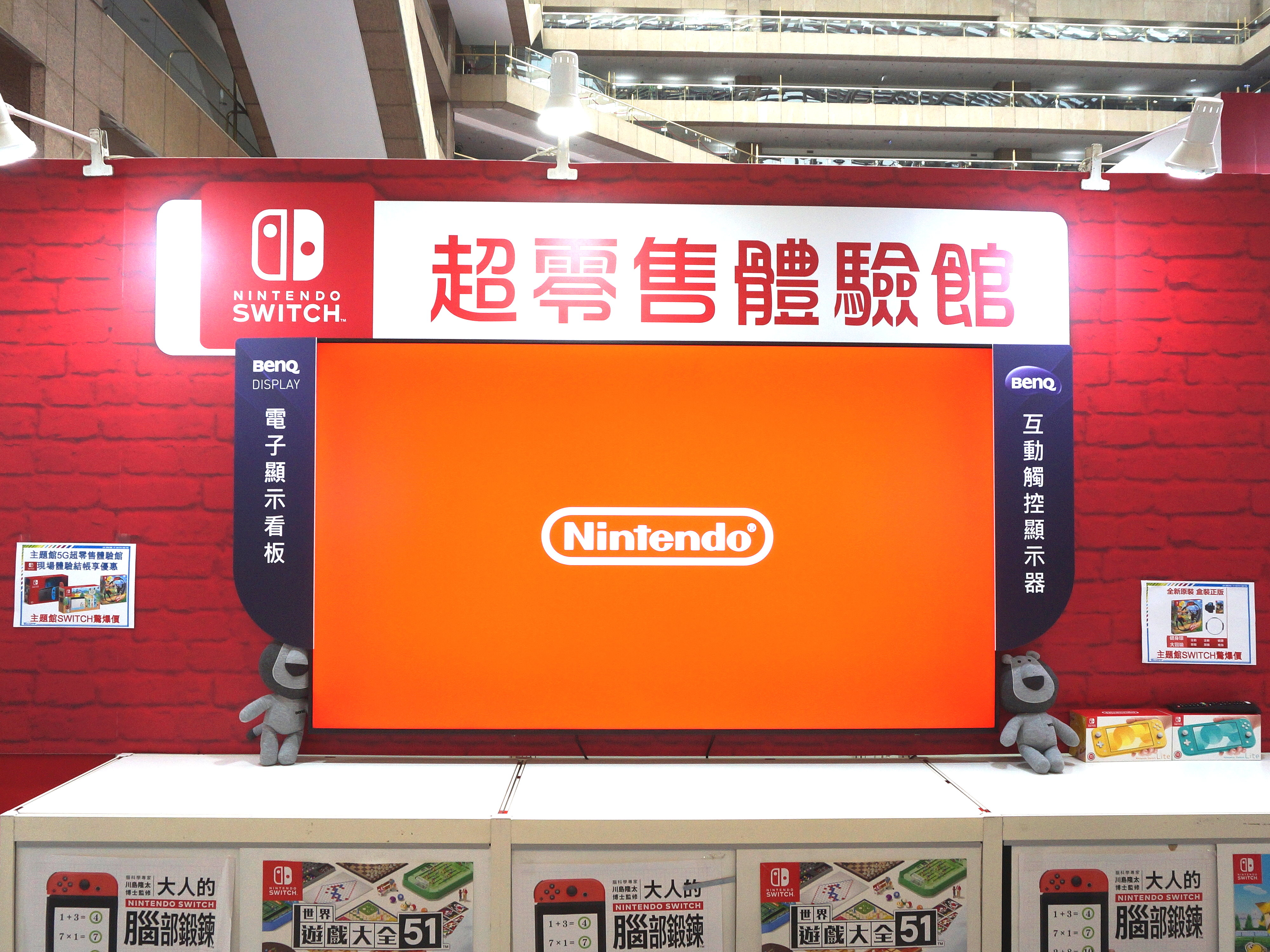

### پروژکتورها

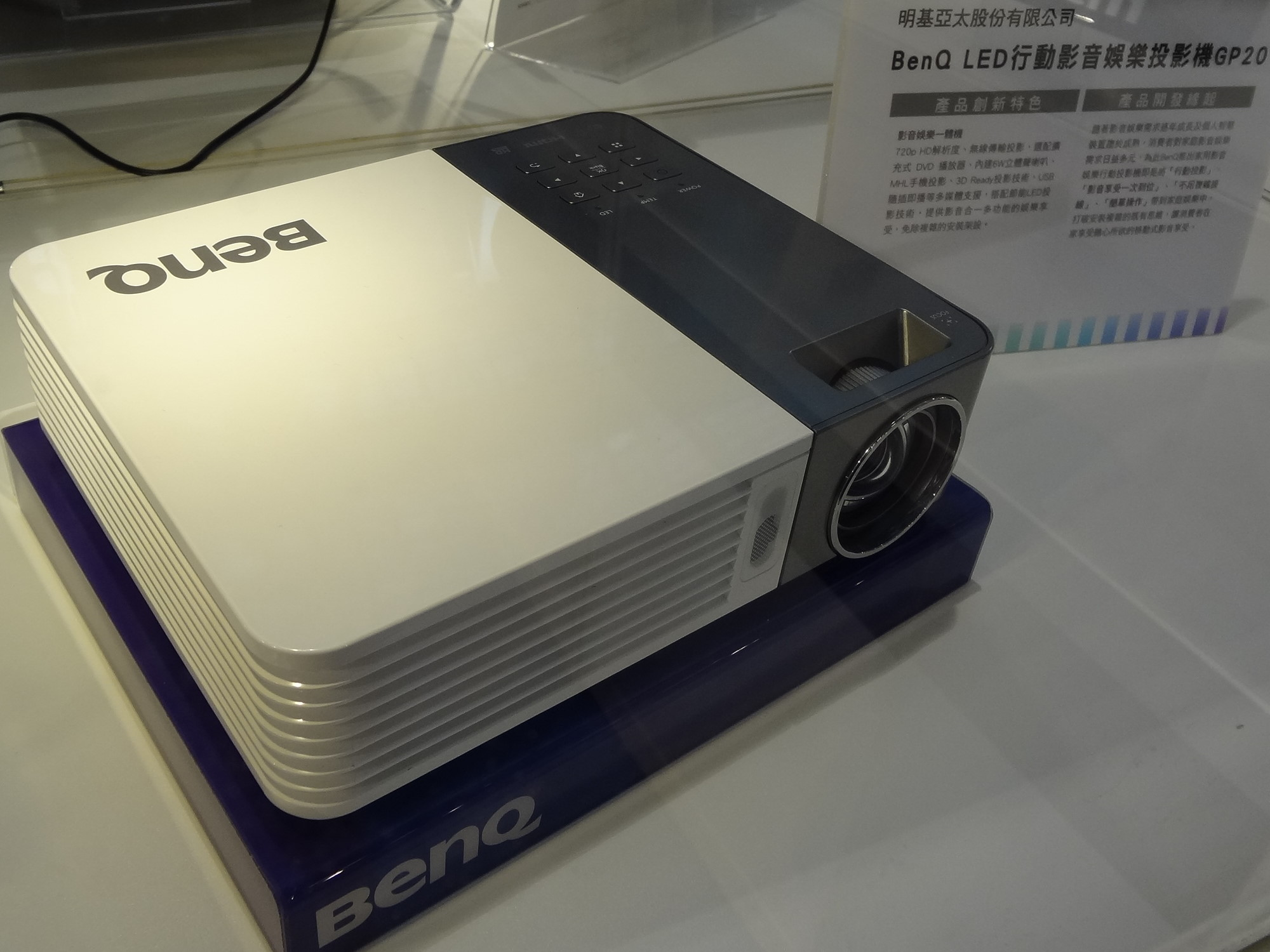

در می ۲۰۲۲، این شرکت اعلام کرد که در سه‌ماهه اول ۲۰۲۲، سهم شماره ۱ بازار را برای پروژکتورهای 4K و Full HD تصاحب کرده است. بر اساس گزارش‌های بازار سه‌ماهه Futuresource Consulting، بنکیو به عنوان فروشنده از نظر حجم فروش در اروپا به جایگاه پیشرو دست یافت. بنکیو سهم بازار ۲۳٫۴۲٪ برای 4K، و ۲۴٫۵٪ برای Full HD برای دوره سه‌ماهه اول ۲۰۲۲ به دست آورد.
در ماه مه ۲۰۲۳، بنکیو سه مدل جدید در محدوده سینمای خانگی شامل W4000i, W2710i و TK860i را معرفی کرد. در سپتامبر ۲۰۲۳، پروژکتور گیمینگ سری X جدید خود را در مدل‌های X3100i, X500i و X300G را منتشر کرد که با تمامی کنسول‌های اصلی از جمله ایکس باکس، پلی استیشن و نینتندو سوییچ سازگار است.

### نمایشگرهای تعاملی
در مارس ۲۰۲۳، بنکیو اولین نمایشگرهای تعاملی آموزشی را با خدمات رسمی گوگل موبایل در Bett Show در بریتانیا راه اندازی کرد در سال ۲۰۲۳، این شرکت زیر نام تجاری خود، BenQ Education را با لوگو، طرح رنگ و وب سایت جدید راه اندازی کرد تا نمایشگرهای تعاملی خود را برای بازار آموزش به نمایش بگذارد.
| نام مدل | سال فروخته شده |
| ------- | -------------- |
| RE01    | ۲۰۲۲–اکنون     |
| RM03    | ۲۰۲۲–اکنون     |
| RP03    | ۲۰۲۲–اکنون     |
| RP04    | ۲۰۲۳–اکنون     |
| RM04    | ۲۰۲۴-اکنون     |
| RE04    | ۲۰۲۴-اکنون     |